# Československá hokejová reprezentace v sezóně 1937/1938
Československá hokejová reprezentace v sezóně 1937/1938 sehrála celkem 10 zápasů.

## Přehled mezistátních zápasů
| Pořadí | Datum              | Soupeř         | Výsledek                    | Soutěž                 | Místo utkání |
| ------ | ------------------ | -------------- | --------------------------- | ---------------------- | ------------ |
| 119.   | 28. listopadu 1937 | Švýcarsko      | 1:5 (0:0, 0:3, 1:2)         | přátelsky              | Curych       |
| 120.   | 10. prosince 1937  | Švédsko        | 0:0                         | přátelsky              | Praha        |
| 121.   | 1. února 1938      | Kanada         | 0:1 (0:0, 0:1, 0:0)         | přátelsky              | Praha        |
| 122.   | 12. února 1938     | Rakousko       | 1:0 (0:0, 0:0, 1:0)         | Mistrovství světa 1938 | Praha        |
| 123.   | 13. února 1938     | Švédsko        | 0:0                         | Mistrovství světa 1938 | Praha        |
| 124.   | 15. února 1938     | Kanada         | 0:3 (0:2, 0:0, 0:1)         | Mistrovství světa 1938 | Praha        |
| 125.   | 16. února 1938     | USA            | 2:0 (0:0, 1:0, 1:0)         | Mistrovství světa 1938 | Praha        |
| 126.   | 18. února 1938     | Švýcarsko      | 3:2pp (0:1, 1:0, 0:0 – 2:1) | Mistrovství světa 1938 | Praha        |
| 127.   | 19. února 1938     | Velká Británie | 0:1 (0:0, 0:0, 0:1)         | Mistrovství světa 1938 | Praha        |
| 128.   | 20. února 1938     | Německo        | 3:0 (1:0, 2:0, 0:0)         | Mistrovství světa 1938 | Praha        |

## Bilance sezóny 1937/38
| Soupeř         | Zápasy | Výhry | Remízy | Prohry | Skóre |
| -------------- | ------ | ----- | ------ | ------ | ----- |
| Kanada         | 2      | 0     | 0      | 2      | 0:4   |
| Německo        | 1      | 1     | 0      | 0      | 3:0   |
| Rakousko       | 1      | 1     | 0      | 0      | 1:0   |
| Švédsko        | 2      | 0     | 2      | 0      | 0:0   |
| Švýcarsko      | 2      | 1     | 0      | 1      | 4:7   |
| USA            | 1      | 1     | 0      | 0      | 2:0   |
| Velká Británie | 1      | 0     | 0      | 1      | 0:1   |
| Celkem         | 10     | 4     | 2      | 4      | 10:12 |

## Další zápasy reprezentace
| Datum              | Soupeř              | Výsledek             | Soutěž    | Místo utkání |
| 18. listopadu 1937 | BKE Budapešť        | 8:3 (6:0, 0:0, 2:3)  | přátelsky | Praha        |
| 2. prosince 1937   | HC Davos            | 1:0 (1:0, 0:0, 0:0)  | přátelsky | Praha        |
| 11. ledna 1938     | Earls Court Rangers | 2:14 (1:3, 0:5, 1:6) | přátelsky | Praha        |
| 27. února 1938     | Švédsko             | 1:4 (0:0, 0:2, 1:2)  | přátelsky | Stockholm    |

- Utkání ČSR - Švédsko je švédskou stranou uznávané jako oficiální, jenže podle rakouských novin Sport Tagblatt nehrál náš národní tým, nýbrž LTC Praha.
- Národní listy ve svém článku z 28. 2. 1938 (Neregulérní porážka našich hockeyistů ve Stockholmu) k tomuto utkání uvádějí: Před zahájením utkání v 13:00 ukazoval teploměr 18 °C nad nulou a na stadiónu byla jen rozbředlá měkká kaše. Kapitán čs. mužstva Maleček oznámil pořadatelům, že hřiště je nezpůsobilé ke hře a že může způsobit zranění hráčů. Jelikož bylo na stadiónu několik tisíc diváků, dohodly se obě strany, že se odehraje aspoň první třetina a pak bude další pokračování odřeknuto. Po odehrání třetiny se ukázalo, že na hřišti není možné hrát. Čs. hráči se domnívali, že utkání skončilo, ale švédská strana dohodu porušila a kategoricky naléhala, aby se ve hře pokračovalo. Utkání se tedy dohrálo až do konce. Vedoucí čs. výpravy vyvodil z chování švédských pořadatelů důsledky a třetí dohodnutý zápas mezi LTC Praha a AIK Stockholm odřekl. Důsledkem bylo také vážné zranění Matěje Buckny (vykloubené rameno). Proto není českou stranou toto utkání považováno za oficiální zápas, ale jen jako utkání kombinovaného mužstva LTC a Sparty Praha. Také švédská tisková kancelář "Tidningarnas Telegrambyrra" oznámila, že pro špatný led tohle utkání není považováno za oficiální mezistátní zápas.
- Omluvný dopis Švédského hokejového svazu uveřejněný v Lidových novinách dne 2. března 1938: Jménem Švédského svazu ledního hockeye prosíme, abyste vzali na vědomí že dnešní (t. j. nedělní) hra není námi považována vůbec za zápas. Resultát zápasu jest anulován. Litujeme velmi, že lední poměry byly tak špatné a litujeme, že jsme byly nuceni se zřetelem k početnému diváctvu nechati vás vůbec hrát na tak špatném ledě. Švédská úřední tisková kancelář byla námi zároveň vyrozuměna, že hra byla anulována. Dopis podepsal president Švédského svazu Johanson.

## Přátelské mezistátní zápasy
Československo –  Švýcarsko 1:5 (0:0, 0:3, 1:2)
28. listopadu 1937 – Curych

Branky Československa: 1:5 Oldřich Hurych

Branky Švýcarska: 0:1 Richard Torriani, 0:2 Richard Torriani, 0:3 Christian Badrutt, 0:4 Richard Torriani, 0:5 Richard Torriani.

Rozhodčí: Ernst Hug (SUI), Fritz Kraatz (SUI)
ČSR: Bohumil Modrý – Jaroslav Pušbauer, František Pácalt – Ladislav Troják, Josef Maleček, Oldřich Kučera – František Pergl, Alois Cetkovský, Jaroslav Císař – Oldřich Hurych.
Švýcarsko: Albert Künzler – Franz Geromini, Christian Badrutt - Richard Torriani, Hans Cattini, Ferdinand Cattini – Charles Kessler, Heini Lohrer, Herbert Kessler.
 Československo –  Švédsko (AIK Stockholm) 0:0
10. prosince 1937 – Praha

Rozhodčí: Gustav Josek (TCH), Vilém Fröhlich (TCH)

Vyloučení: 1:1
ČSR: Antonín Houba – Jaroslav Pušbauer, František Pácalt – Ladislav Troják, Jaroslav Drobný, Oldřich Kučera – Alois Cetkovský, Zdeněk Jirotka, Drahoš Jirotka – Oldřich Hurych.
Švédsko: Kurt Svanberg – Erik Persson, Axel Nilsson – Holger Engberg, Ruben Carlsson, Olle Andersson – Bertil Norberg, Oskar Wester, Åke Eriksson
 Československo –  Kanada 0:1 (0:0, 0:1, 0:0)
1. února 1938 – Praha

Branky Kanady: 16. Jimmy Russel.

Rozhodčí: Mel Allbright (CAN), Josef Hermann (TCH)

Vyloučení: 1:1 (využití 0:0)
ČSR: Bohumil Modrý – Jaroslav Pušbauer, František Pácalt (Jan Michálek) – František Pergl, Alois Cetkovský, Viktor Lonsmín – Oldřich Hurych, Zdeněk Jirotka, Drahoš Jirotka.
Kanada: John Coulter – Buster Portland, Johnny Godfrey – Percy Allan, Pat McReavy, Roy Heximer – Gordie Bruce, Glen Sudherland, Jimmy Russel – Reg Chipman, Jack Marshall.

## Další zápasy reprezentace
Československo –  BKE Budapešť 8:3 (6:0, 0:0, 2:3)
18. listopadu 1937 – Praha

Branky Československa: 3. Josef Maleček, 4. Jaroslav Drobný, 8. Oldřich Kučera, 9. Viktor Lonsmín, 14. Ladislav Troják, 15. Josef Maleček, 37. Ladislav Troják, 44. Oldřich Kučera.

Branky BKE Budapešť: 32. László Róna, 36. Róbert Lonyai, 38. Sándor Miklós.

Rozhodčí: Gustav Josek (TCH), Josef Ženíšek (TCH) 
ČSR: Bohumil Modrý – František Pácalt, Jaroslav Pušbauer (Vilibald Šťovík) - Ladislav Troják, Josef Maleček, Oldřich Kučera - Jaroslav Drobný, Viktor Lonsmín, Václav Špatný (Miroslav Sláma).
BKE Budapešť: Mihály Apor (12. Antonín Houba) - Halmay, István Hubay-Hruby - Zoltán Jéney, Sándor Miklós, László Róna - Róbert Lonyai, György Margó, Pál Bekési-Bliesener.
 Československo –  HC Davos 1:0 (1:0, 0:0, 0:0)
2. prosince 1937 – Praha

Branky Československa: 13. Jaroslav Císař.

Rozhodčí: Živnůstka (TCH), Josef Herman (TCH) 
ČSR: Bohumil Modrý – František Pácalt, Jaroslav Pušbauer - Ladislav Troják, Josef Maleček, Oldřich Kučera - Oldřich Hurych, Zdeněk Jirotka, Jaroslav Císař (31. Drahoš Jirotka).
HC Davos: Hugo Müller - Franz Geromini, Albert Geromini - Jack Steadman, Hans Cattini, Ferdinand Cattini - Paul Kniel, Hans Trauffer, E. Romagnoli.
 Československo –  Earls Court Rangers 2:14 (1:3, 0:5, 1:6)
11. ledna 1938 – Praha

Branky Československa: 1:1 5. Zdeněk Jirotka, 2:13 42. Ladislav Troják.

Branky Earls Court Rangers: 0:1 1. Bobby Lee, 1:2 8. Cliff Maundrell, 1:3 8. Cliff Maundrell, 1:4 19. Doug Maundrell, 1:5 19. Bobby Lee, 1:6 20. Howie Peterson, 1:7 23. Howie Peterson, 1:8 26. Bobby Lee, 1:9 31. Joe Brown, 1:10 33. Joe Brown, 1:11 36. Howie Peterson, 1:12 37. Jerry Brown, 1:13 39. Doug Maundrell, 2:14 45. Art Forrest.

Rozhodčí: Gustav Josek (TCH), Jiří Reisenzahn (TCH) 
ČSR: Antonín Houba - František Pácalt, Jaroslav Pušbauer, Josef Trousílek, Jan Michálek - František Pergl, Alois Cetkovský, Jaroslav Císař - Ladislav Troják, Jaroslav Drobný (Viktor Lonsmín), Oldřich Kučera - Oldřich Hurych, Zdeněk Jirotka, Drahoš Jirotka.
Earls Court Rangers: Charlie Teno - Gus McNeil, Howie Peterson, Doug Maundrell (Art Forest) - Cliff Maundrell, Joe Brown, Bobby Lee - Art Forrest, Jack Forsey, Cliff Maundrell, Jerry Brown.